# Torulène
Le torulène est un carotène (caroténoïde hydrocarboné) et un polyène de formule chimique C40H54.
Il est remarquable pour être synthétisé par les pucerons rouges du pois (Acyrthosiphon pisum), conférant aux pucerons la couleur rouge naturelle, ce qui les aide à se camoufler et à échapper à la prédation. Les pucerons ont acquis la capacité de synthétiser le torulène par transfert horizontal de gènes d'un certain nombre de gènes pour la synthèse des caroténoïdes, apparemment à partir de champignons. Les plantes, les champignons et les micro-organismes peuvent synthétiser des caroténoïdes, mais le torulène fabriqué par les pucerons du pois est le seul caroténoïde connu pour être synthétisé par un organisme du règne animal au moment de sa découverte (2010).
En 2012, on a découvert que l'acarien Tetranychus urticae produisait ses propres caroténoïdes à l'aide de gènes homologues, probablement dérivés de champignons similaires. Son prédateur Phytoseiulus persimilis prend une teinte orangée au cours de sa vie. En 2013, on a découvert que les gènes de synthèse des carétinoïdes d'Acyrthosiphon étaient présents chez des pucerons apparentés, des Adelgidae et des Phylloxeridae.
Le torulène est un produit naturel présent dans Fusarium fujikuroi, Nephroma laevigatum et d'autres organismes.